# Manuel Parada
 (juin 2024).
Si vous disposez d'ouvrages ou d'articles de référence ou si vous connaissez des sites web de qualité traitant du thème abordé ici, merci de compléter l'article en donnant les références utiles à sa vérifiabilité et en les liant à la section « Notes et références ».
Manuel Parada de la Puente, né à San Felices de los Gallegos (Salamanque) le 26 juin 1911, décédé à Madrid le 10 juillet 1973, est un compositeur de musique de film et de théâtre espagnol.

## Biographie
Manuel Parada a commencé ses études musicales à Salamanque, à l'école des religieuses où il a étudié. Son père médecin souhaitait qu'il étudie le droit. Cependant, Manuel abandonne ses études de droit et se consacre pleinement à la composition. Il termine ses études musicales au Conservatoire Royal de Madrid.
Au conservatoire de Madrid, il est le disciple de Conrado del Campo, qui est également le professeur de compositeurs aussi divers que Evaristo Fernández Blanco (es), Federico Moreno Torroba, Jacinto Guerrero, Salvador Bacarisse ou Miguel Alonso. En 1934, il obtient le premier prix de composition pour son Scherzo para una sinfonía charra.
Pendant la Guerre Civile Espagnole, Manuel Parada rejoint les rangs des nationalistes, même s'il n'a jamais été affecté au front, ayant occupé le poste de pianiste dans un orchestre militaire. Après la guerre civile, grâce à son amitié avec José Luis Sáenz de Heredia, il commence sa première collaboration au cinéma avec la musique du film Raza (1941). Dans ce film, Manuel Parada a eu l'aide des professeurs de l'Orchestre National, de l'Orchestre Symphonique et de la Philharmonique.
Au début des années 1940, il se marie et se consacre pleinement à la composition pour le cinéma. Il est l'un des compositeurs de musique de film les plus prolifiques d'Espagne, avec Juan Quintero Muñoz (es) ou Jesús García Leoz (es), et écrit plus de deux cents œuvres. Parada compose plus de dix bandes sonores par an, s'occupant à la fois de la composition et de l'orchestration. 
De 1942 à 1952 et de 1962 à 1964, le metteur en scène Cayetano Luca de Tena (es) dirige le Teatro Español de Madrid, avec Manuel Parada comme directeur musical la plupart du temps. Ils collaborent pour monter 33 œuvres.
Il occupe différents postes au sein de la Sociedad General de Autores de España, notamment celui de vice-président. En 1960, il reçoit un prix du Círculo de Escritores Cinematográficos pour l'ensemble de son œuvre musicale pour le cinéma.
Les deux réalisateurs qui ont le plus collaboré avec lui sont José Luis Sáenz de Heredia et Rafael Gil. Il écrit aussi la musique des films d'Antonio Román, José María Forqué, Edgar Neville, Alfonso Paso (es), Jerónimo Mihura (en), Ramón Torrado, Ladislao Vajda, et d'autres encore.
Parada meurt d'un infarctus du myocarde à Madrid le (10 juin ou) le 10 juillet 1973 et est enterré au Cimetière Saint-Just.

### Vie familiale
Il se marie le 19 novembre 1941 avec María Elícegui Cans. Ils ont cinq enfants : María Reyes, María Luisa, María Pilar, María Luz et Manuel Antonio, dont ne survivront que les trois aînées.

## Œuvres musicales
Il existe une nette différence entre son style des années 40 et 50 et celui des années 60 et 70. Dans les années quarante et cinquante, il suit un style symphonique-romantique soutenu par un grand orchestre symphonique. À partir des années soixante, il utilise des ensembles instrumentaux plus petits influencés par la musique populaire, notamment le jazz et la musique pop. Sa musique devient plus immédiate et simple.
En plus de la musique de film, il compose de la musique pour le théâtre. Il a écrit, par exemple, la musique qui accompagnait l'adaptation que José María Pemán a faite d’Antigone de Sophocle. Il a ainsi adapté la musique de Don Gil de las calzas verdes (es), Don Juan Tenorio, Le Bourgeois gentilhomme, et d'autres encore.
Il a également composé diverses œuvres pour le théâtre lyrique, comme Contigo siempre, sur un livret de Fernández Shaw ; El caballero de Barajas (es), sur un livret de José López Rubio ; La cuarta de A. Polo (es), sur un livret de Carlos Llopis (es) ; Las hijas de Helena, sur un livret de José Fernández Díez ; El corderito verde, d'Álvaro de Laiglesia (es) ; Río Magdalena, opérette écrite par Alfonso Paso, ou La canción del mar, zarzuela sur un livret d'Antonio Quintero (es).
En plus de la musique de cinéma et de théâtre, il compose un poème symphonique intitulé Tres momentos charros, écrit dans sa jeunesse. Ainsi que les chansons Dos primaveras, avec des paroles de Joaquín Álvarez Quintero (1941) ; Anteprimavera, avec des paroles de Juan Ramón Jiménez (1956), et Rianxeira, écrite par José Ramón Fernández Oxea (gl) (1959).
Fait curieux, il faut ajouter qu'il est l'auteur du célèbre générique d'en-tête des Noticiarios y Documentales, mieux connu sous le nom de NO-DO, dont la première projection a eu lieu en janvier 1943 et, ce jusqu'en 1981.

## Filmographie partielle
- 1942 : Raza de José Luis Sáenz de Heredia
- 1943 : El escándalo (es) de José Luis Sáenz de Heredia
- 1945 : El camino de Babel (es) de Jerónimo Mihura
- 1945 : Los últimos de Filipinas (es) d'Antonio Román
- 1947 : La fe (es) de Rafael Gil
- 1948 : La calle sin sol (es) de Rafael Gil
- 1949 : El capitán de Loyola (es) de José Díaz Morales
- 1949 : El Sótano (es) de Jaime de Mayora
- 1960 : El Litri y su sombra (es) de Rafael Gil
- 1960 : Don Lucio y el hermano Pío (es) de José Antonio Nieves Conde
- 1960 : Maribel y la extraña familia (es) de José María Forqué
- 1961 : Teresa de Jesús (es) de Juan de Orduña
- 1961 : Ella y los veteranos (es) de Ramón Torrado
- 1963 : Terreur dans la brousse (Cristo negro) de Ramón Torrado
- 1963 : El sol en el espejo d'Antonio Román
- 1963 : Plaza de Oriente (es) de Mateo Cano
- 1964 : L'Ange noir du Mississippi (Bienvenido, padre Murray) de Ramón Torrado
- 1965 : Le Petit Gondolier (Loca juventud) de Manuel Mur Oti

## Récompenses
Récompense du Círculo de Escritores Cinematográficos : 
- 1948 : Prix de la meilleure musique pour La vida encadenada (ca)[4]
- 1960 : Récompense pour l'ensemble de son œuvre[5]